# Josep Maria Ventura i Casas
Josep Maria Ventura i Casas (Alcalá la Real, Jaén, 2 février 1817 - Figueres, Gérone, 24 mars 1875) plus connu sous le nom de Pep Ventura, est un musicien et compositeur catalan, qui reforme la sardane et la cobla pour lui donner son amplitude actuelle.

## Biographie
Il a vu le jour à Alcalá la Real, dans la province de Jaén. Son père était un militaire catalan de rang subalterne qui s'occupait d'opérations de répression du banditisme qui a participé à la guerre d'indépendance espagnole. Il retourna à Roses, province de Girone, en 1819.

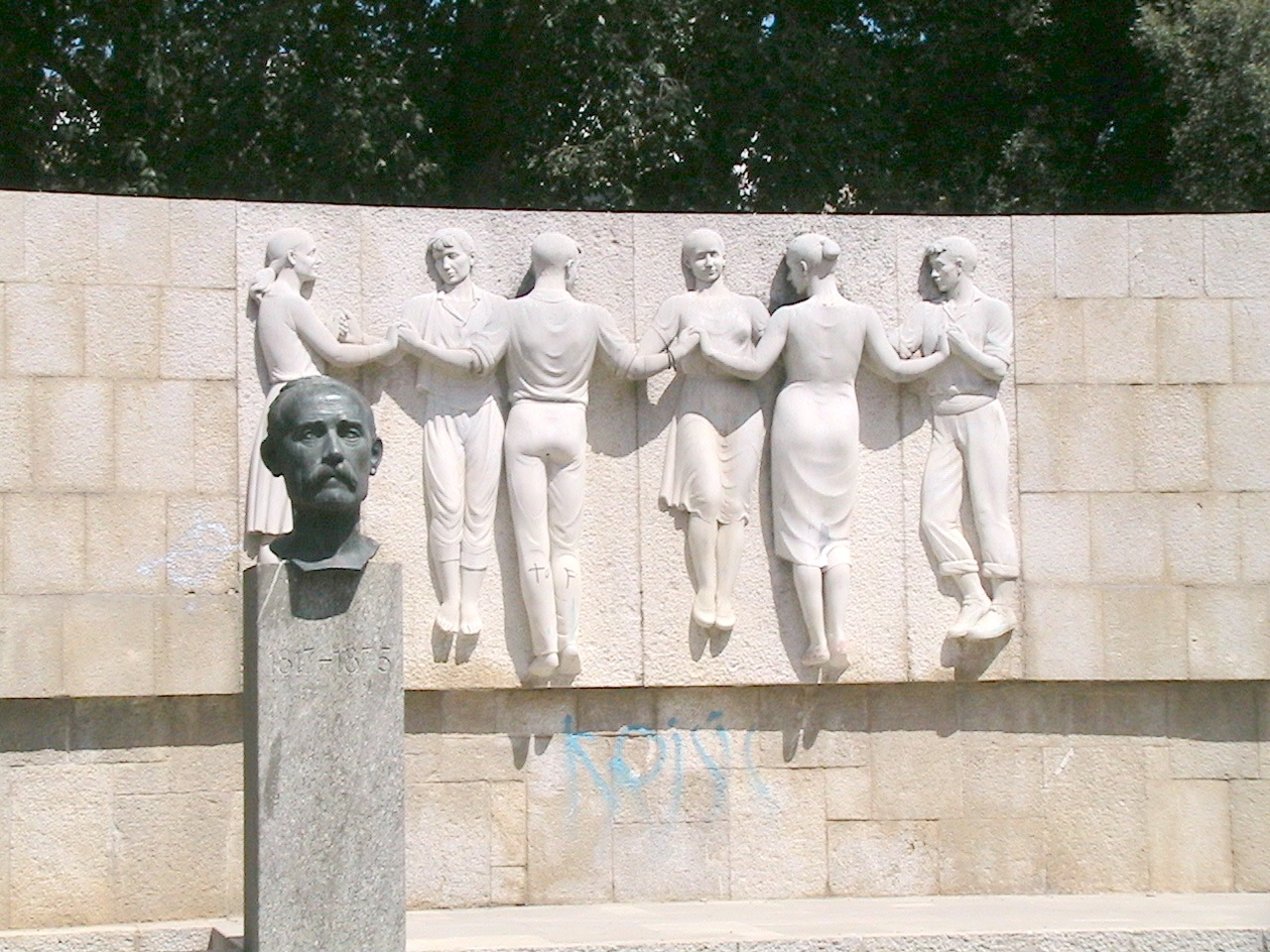
Monument dédié à Pep Ventura par la ville de Figueres.

Orphelin de sa mère à l'âge de six ans, il vient vivre avec son grand-père, un sergent de la compagnie de Roses tandis que son père reste en poste à  Tarragone. À treize ans, son père le rejoint à Figueres.
À quinze ans, il travaille comme apprenti tailleur dans l'atelier de Joan Llandrich. Celui-ci est membre d'une cobla à Figueres. Il apprend à jouer divers instruments puis étudie la théorie musicale dans le cadre de la cobla, d'abord comme un musicien ensuite comme directeur en 1848.
Pep Ventura est considéré comme le « père de la sardane » par les transformations profondes qu'il impulse à cette formation. Ses compositions utilisent de nouveaux instruments, notamment l'adjonction de la tenora.
Sa prestation, avec d'autres artistes de la Renaixença, devant la reine Isabelle II d'Espagne au monastère de Montserrat le consacre comme figure majeure de la culture catalane.
En 1864, à la suite du décès de sa femme Maria, il compose la sardane « per tu ploro » (Pour toi, je pleure) qui est jouée peu de temps avant sa mort à Cabanes dans la province de Gérone en 1875.
La ville de Figueres lui a consacré un monument place du Président Josep Tarradellas. Le terminus de la ligne 2 du métro de Barcelone porte son nom connu : Pep Ventura.